# 永遠Friends
（永遠Friends）是μ's的迷你小隊“Printemps”在2014年11月12日發售的單曲，也是Printemps的第三張小隊單曲。

## 概況
Printemps的第三張單曲

## 收錄曲目
收錄內容中的vocal曲皆以粗體字表示，括號中的中文翻譯只僅供參加，並非官方翻譯。
| CD   | CD              | CD       | CD       |
| 曲序 | 曲目            | 作曲     | 编曲     |
| ---- | --------------- | -------- | -------- |
| 1.   | （永遠Friends） | 中土智博 | 中土智博 |
| 2.   | （夜鶯戀詩）    | 渡邊和紀 | 渡邊和紀 |
| 3.   | （Off Vocal）   |          |          |
| 4.   | （Off Vocal）   |          |          |
| 5.   | （廣播劇）      |          |          |